# Sachalinsmygsångare
Sachalinsmygsångare (Helopsaltes amnicola) är en östasiatisk fågel i familjen gräsfåglar inom ordningen tättingar. Den häckar i buskmarker på ön Sachalin i östra Ryssland samt i norra Japan. Tidigare kategoriserades den som underart till nässelsmygsångare. Beståndet anses vara livskraftigt.

## Kännetecken

### Utseende
Sachalinsmygsångaren är en stor (16,5–18 cm) gräsfågel med kraftig näbb, ostreckad dräkt och lång, kilformad stjärt med avsmalnade fjäderspetsar. Den är mycket lik nässelsmygsångaren, men är sommartid brunare ovan, har bruna (ej grå) örontäckare, mindre grått på olivbeiga bröstet och flankerna, varmt beigebrun istället för blekbrun från flankerna till undergumpen samt något kortare vingar.

### Läten
Sången är en mycket högljudd och explosiv serie, levererad dag som natt, som i engelsk litteratur återges "chot-pin, chot-pin kake taka". Jämfört med graysmygsångaren är den något långsammare, mjukare och mer tillbakalutad.

## Utbredning och systematik
Fågeln häckar på Sachalin, södra Kurilerna och Hokkaido. Övervintringsområdet är inte klarlagt, men den tros flytta till Wallacea. Tidigare betraktades den som en underart till nässelsmygsångare. Den behandlas som monotypisk, det vill säga att den inte delas in i några underarter.

### Släktestillhörighet
DNA-studier från 2018 har visat att en grupp östasiatiska arter som traditionellt placeras i Locustella, bland annat sachalinsmygsångare, visserligen är en systergrupp till Locustella, men skildes åt för hela 14 miljoner år sedan. Författarna till studien rekommenderar därför att de placeras i ett eget nyskapat släkte, som de ger namnet Helopsaltes. Numera följer de ledande taxonomiska auktoriteterna rekommendationerna.

### Familjetillhörighet
Gräsfåglarna behandlades tidigare som en del av den stora familjen sångare (Sylviidae). Genetiska studier har dock visat att sångarna inte är varandras närmaste släktingar. Istället är de en del av en klad som även omfattar timalior, lärkor, bulbyler, stjärtmesar och svalor. Idag delas därför Sylviidae upp i ett flertal familjer, däribland Locustellidae.

## Levnadssätt
Sachalinsmygsångaren häckar i fuktiga buskmarker, skogsbryn, täta och skuggade al- och pilsnår samt i högt gräs. Den födosöker bland grässtrån eller djupt inne i buskage på jakt efter insekter. I Japan häckar den från juni till augusti. Den antas vara en flyttfågel som lämnar häckningsområdena på Hokkaido i augusti och september.

## Status och hot
Arten har ett stort utbredningsområde och en stor population med stabil utveckling och tros inte vara utsatt för något substantiellt hot. Utifrån dessa kriterier kategoriserar internationella naturvårdsunionen IUCN arten som livskraftig (LC).